# 短柄吊球草
短柄吊球草（学名：Hyptis brevipes），又名短柄香苦草，为唇形科山香属下的一种一年生草本或亞灌木植物，原产于墨西哥，后来扩散到世界各地。其高度在50-100厘米之间，叶纸质，呈披针形或长圆形，6月间开白色花，结长圆形小坚果。